# Пантотенова кислота
Пантоте́нова кислота́ D-(+)-3-(2,4-дигідрокси-3,3-диметилбутирил)-β-аланін — антидерматитний фактор, вітамін B5, пантотенат. Лікарська форма — D-(+)-кальцієва сіль пантотенової кислоти.

## Загальні відомості
За хімічною структурою пантотенова кислота є сполукою, утвореною з масляної кислоти, яка в альфа- і гамма-положеннях містить ОН-групи, а в бета-положенні — дві СН3-групи, з'єднану амідним зв'язком із бета-аланіном.
Джерелом пантотенової кислоти для людини є кишкові мікроорганізми і продукти харчування. Найбільше її міститься в дріжджах, печінці, курячих яйцях, молоці, м'ясі, стручкових тощо. Добова потреба у вітаміні В5 для дорослої людини становить приблизно 10 мг.
Таким чином, значення пантотенової кислоти пояснюється участю 2-х коферментів у багатьох каталітичних процесах, зокрема таких, як окиснення жирних кислот, кетокислот, біосинтез жирних кислот, холестерину, стероїдних гормонів, кетонових тіл, ацетилхоліну. Саме за участь коферменту А в багатьох процесах обміну вуглеводів, жирів і білків його називають основним коферментом у клітинах. Гіповітамінозу В5 у людини не виявлено.
Але шляхом введення тваринам і людям-добровольцям антивітамінів, які заміщують у ферментативних реакціях пантотенові коферменти і викликають дефіцит пантотенової кислоти, встановлено, що її недостатність проявляється сповільненням окиснення піровиноградної й альфа-кетоглутарової кислот, ураженням шкіри, посивінням волосся, порушенням функцій центральної нервової системи, зниженням пристосування до факторів зовнішнього середовища.
Застосовують у медицині пантотенат кальцію і КоА для лікування захворювань шкіри, уражень печінки, міокардіодистрофій, а також у парфумерії.

## Участь в біохімічних процесах
Біологічна функція пантотенової кислоти: вона входить до складу коферменту А (коферментацилювання).
Кофермент А утворюється в результаті приєднання до СООН-групи бета-аланіну пантотенової кислоти залишку тіоетиламіну та залишку АДФ до гамма-ОН-групи масляної кислоти.
Функціонально активною групою коензиму А (КоА) є кінцева сульфгідрильна група, яка може зазнавати ацилювання з утворенням ацил-КоА або знаходитися в деацильованому стані КоА-SH.
Крім того, вітамін В5 входить до складу фосфопантотеїну, що є коферментом ацилпереносного білка синтази жирних кислот.

## Отримання
Отримання з ізомасляного альдегіду, формальдегіду, β-аланіну й неорганічних реагентів:
Для отримання D-(+)-кальцієвої кислоти пантотенової кислоти необхідний D-пантолактон, який отримують або розділенням рацемату через діастереомерні солі пантоєвої кислоти із (-)-α-фенілетиламіном, або біосинтезом.
У лужному середовищі легко гідролізується із утворенням β-аланіну {\displaystyle \mathrm {NH_{2}CH_{2}CH_{2}COOH} } й пантотенової кислоти {\displaystyle \mathrm {(D)-HO-CH_{2}-C(CH_{3})_{2}-CH(OH)-COOH} } (у вигляді солей). Гідроліз у кислому середовищі дає D-пантолактон й β-аланін.

## Продукти, які містять пантотенову кислоту
Добова потреба людини у пантотеновій кислоті становить 5-10 мг. Щоб задовольнити цю потребу, достатньо збалансованого харчування. Пантотенова кислота міститься у значних кількостях у дріжджах, печінці великої рогатої худоби, яйцях, зелених частинах рослин, молоці, моркві, капусті тощо. Пантотенову кислоту також синтезує мікрофлора кишок.

## Авітаміноз
При недостатньому забезпеченні організму вітаміном В5 спостерігається порушення обміну речовин, розвивається дерматит, депігментація та втрата волосяного покриву, шерсті чи пір'я; припиняється ріст, спостерігаються зміни у роботі нервової системи, розлади у координації рухів, порушення функціонування серця, нирок, шлунку, кишечника. Також дефіцит в організмі пантотенової кислоти призводить до утворення в шлунку надлишку хлоридної кислоти.

## Застосування
Пантотенова кислота має репаративний ефект на слизові оболонки. Підвищені дози пантотенової кислоти гальмують секреторну функцію шлунку. Також пантотенова кислота стимулює перистальтику кишкиа.
Пантотенову кислоту застосовують для усунення атонії кишечника після операцій на шлунково-кишковому тракті.
Кальцієву сіль цієї кислоти використовують з лікувальною метою.